# 遊橋裕泰
遊橋裕泰（ゆうはし ひろやす）は、日本の経営情報学・マーケティング学者。静岡大学大学院総合科学技術研究科情報学専攻／情報学部行動情報学科・教授。
東京工業大学大学院社会理工学研究科修了、博士（学術）。MBA、専門社会調査士。元NTTドコモモバイル社会研究所・主任研究員。サイバーフィジカル融合社会におけるICTサービスおよび行動マネジメントについて研究をおこなっている。経営情報学会2017年度論文賞受賞。

## 略歴
- 2001年9月 - 神戸大学 大学院経営学研究科 MBAコース　修了
- 2001年11月 - 株式会社NTTドコモ　法人営業本部第一法人営業部
- 2004年4月 - 株式会社NTTドコモ　モバイル社会研究所
- 2007年4月 - 株式会社NTTドコモ　モバイル社会研究所　主任研究員
- 2007年4月 - 東京工業大学 大学院社会理工学研究科 経営工学専攻　入学
- 2007年7月 - 警察大学校サイバー犯罪取締・対策専科 講師
- 2008年4月 - 関西大学 工学部　非常勤講師
- 2011年9月 - 東京工業大学 大学院社会理工学研究科 経営工学専攻　修了
- 2012年4月 - 法政大学 デザイン工学部　兼任講師　現職
- 2014年4月 - 早稲田大学国際教養学部　非常勤講師
- 2014年12月 - 株式会社NTTドコモ 東北復興新生支援室　担当課長
- 2015年4月 - 国立大学法人静岡大学学術院情報学領域　准教授
- 2017年1月 - 株式会社はまぞう　取締役CTO
- 2019年4月 - 国立大学法人静岡大学学術院情報学領域　教授

　（2019～2020年度：行動情報学科長、2025年度～：教育研究評議員、情報学部副学部長　現職）
- 2024年4月 - 東京理科大学 経営学部　非常勤講師　現職

## 著書
- Integrated Uncertainty Management and Applications(Advances in Intelligent and Soft Computing 68). Springer. (2010). ISBN 978-3642119590
- 『モバイル社会白書2005』NTT出版、2005年。ISBN 978-4757101630。
- 『モバイル社会白書2006』NTT出版、2006年。ISBN 978-4757101920。
- 『ハイブリッド・コミュニティ』日本経済評論社、2007年。ISBN 978-4818819269。
- 『モバイル社会白書2007』NTT出版、2007年。ISBN 978-4757102187。
- 『子どもとケータイ - Q&Aで学ぶ正しいつきあい方』リックテレコム、2008年。ISBN 978-4897977928。
- 『モバイルバリュー・ビジネス – 電子マネー 企業ポイント 仮想通貨の見方・考え方』中央経済社、2008年。ISBN 978-4502662409。
- 『地域メディアが地域を変える』日本経済評論社、2009年。ISBN 978-4818820487。
- 『アクセス公共学（アクセスシリーズ）』日本経済評論社、2010年。ISBN 978-4-818821316。
- 『ケータイ社会白書2011』中央経済社、2010年。ISBN 978-4502681509。
- 『モバイルバリューの社会システム』経済産業調査会、2011年。ISBN 978-4806528630。
- 『モバイル・コミュニケーション2012-13』中央経済社、2012年。ISBN 978-4502697500。
- 『災害に強い情報社会』NTT出版、2013年。ISBN 978-4-757103306。
- 『モバイル社会の未来 – 2035年へのロードマップ』NTT出版、2013年。ISBN 978-4757103320。
- 『恋愛ドラマとケータイ』青弓社、2014年。ISBN 978-4787233677。
- 『放送メディア研究11 進化する災害報道 - 東日本大震災から3年・メディア多様化時代の防災情報』丸善プラネット、2014年。ISBN 978-4863452039。
- 『経営ケースブック - 新たな市場、顧客を切り拓く』 岡山大学出版、2016年。ISBN 978-4904228494
- 『1からのデジタル・マーケティング』 碩学舎、2019年。ISBN 978-4502289910
- 『法律構成の違いがわかる！ 依頼者の属性別 弁護士が知りたいキャッシュレス決済のしくみ』 第一法規、2021年。ISBN 978-4474074958
- 『行動情報学』 共立出版、2025年。ISBN 978-4320125834

## 社会活動
- 2003年度 - 経済産業省情報家電協調基盤整備事業「多機能ＩＣチップ海外調査」調査員
- 2005年度 - 国土交通省「2030年の日本のシナリオ作成調査」外部有識者
- 2005年度 - 世田谷区教育委員会「情報化社会のモラル育成検討委員会」委員
- 2006年度 - (社)前払式証票発行協会「電子決済協議会準備委員会」委員
- 2006年度 - (社)科学技術と経済の会 技術経営会議 専門委員会（SG2）「ビジネスモデル設計論の実践的研究」委員
- 2006年度 - 世界情報通信サミット2006　コミッショナー
- 2012～2015年度 - (独)日本学術振興会・先導的研究開発委員会「クライシスに強い社会・生活空間の創成」委員
- 2015年度 - 特定非営利活動法人はままつ子育てネットワークぴっぴ 理事　現任
- 2015年度 - 非営利活動法人モバイル学会 理事
- 2018年度 - 静岡県「 “ふじのくに”のフロンティアを拓く取組」評価委員　現任
- 2019～2020年度 - 袋井市総合計画審議会 委員
- 2019年度 - 浜松科学館運営委員会 委員（2024年度～：副委員長）　現任
- 2021年度 - 袋井市「輝く"ふくろい"まち・ひと・しごと創生会議」 メンバー
- 2021年度 - 東海情報通信懇談会 特別会員　現任
- 2022年度 - 非営利活動法人スマートライフ学会（旧モバイル学会） 理事・会長　現任
- 2023年度 - 一般社団法人経営情報学会 理事　現任
- 2024年度 - 一般社団法人日本情報経営学会 理事　現任